# Kviinge distrikt
Kviinge distrikt är ett distrikt i Östra Göinge kommun och Skåne län. 
Distriktet ligger söder om Broby.

## Tidigare administrativ tillhörighet
Distriktet inrättades 2016 och utgörs av socknen Kviinge i Östra Göinge kommun.
Området motsvarar den omfattning Kviinge församling hade 1999/2000.